# ألعاب القوى في الألعاب الأولمبية الصيفية 2020 – سباق 200 متر للسيدات

أقيم سباق 200 متر للسيدات في الألعاب الأولمبية الصيفية 2020 في 2 و 3 أغسطس 2021 في ملعب اليابان الوطني. تنافست 41 رياضية من 31 دولة. في دفاعها الناجح عن لقبها، أصبحت إلين ثومبسون أول امرأة في التاريخ تفوز بلقبي 100 و 200 متر في دورات متتالية. مكنها وقت فوزها 21.53 ثانية، من دقعها إلى المركز الثاني في قائمة التاريخ العالمي خلف فلورنس غريفيث جوينر، وكسر الرقم القياسي الجامايكي منذ 30 عاماً الذي حققته ميرلين أوتي. كان هامش الفوز 0.28 ثانية. بشكل مفاجئ، كان لدى ثومبسون هيرا أبطأ وقت رد فعل في النهائي. 

## الملخص
تضمنت المجموعة ستة من أفضل 25 امرأة في التاريخ، ثلاث منهن سجلن أفضل أرقامهن الشخصية في وقت سابق من الموسم. كانت البطلة المدافعة إلين ثومبسون تتبلور في شكلها بعد أن دافعت عن لقبها في سباق 100 متر قبل ثلاثة أيام. كانت المتصدرة العالمية قبل الأولمبياد هي غابرييل توماس، التي حققت ثاني أفضل وقت في التاريخ للفوز بتجارب الولايات المتحدة. كان هناك لاعبتان غير معروفتين وهما المراهقتان النامبيتان بياتريس ماسيلينجي وكريستين مبوما، اللتان حققتا أوقاتًا استثنائية في سباق 400 متر في وقت سابق من الموسم، لكن قبل أقل من شهر من الأولمبياد تم منعهما من المشاركة في هذا الحدث بسبب وجود هرمون التستوستيرون الطبيعي الزائد لديهما. كان سباق 200 متر هو الحدث الاحتياطي لهما لأنه معفى من نطاق القواعد المحدود للأحداث.
في التصفيات الثانية، سجلت ماسيلينجي الرقم القياسي الوطني. في التصفيات الرابعة، حطمت مبوما الرقم القياسي، وفي هذه العملية فاجأت توماس. ما كان مدهشًا بشكل خاص هو البداية السيئة لمبوما، حيث استعادت توماس تأخرها في الخطوات الأولى من السباق، والسرعة العجيبة ولكن الهائلة التي كانت لديها في النصف الأخير من السباق. فشلت حاملة الميدالية الفضية العائدة دافني شيبرز في التأهل في نصف النهائي الأول، حيث تأهلت شيلي آن فريزر وماسيلينجي. في نصف النهائي الثاني، عادل طومسون-هيرا أفضل وقت شخصي لها، لكن خلفها بسرعة نهائية رائعة كانت مبوما التي تغلبت مرة أخرى على توماس أثناء تسجيل الرقم القياسي العالمي للناشئين عند 21.97.
في النهائي، كان انطلاق فريزر-برايس صاروخياً كما كان متوقعاً بالنظر إلى تاريخها، ثلاث مسارات خارجها في زي جامايكي مماثل، كانت تومسون-هيرا تحافظ على وتيرتها. في تناقض صارخ، كانت مبوما تتأخر عن المجموعة مع شوني ميلر وماسيلينجي. عند الخروج من المنعطف، كانت توماس بالكاد خلف فريزر-برايس وتومسون-هيرا. من هناك، ابتعدت تومسون-هيرا بينما كانت توماس تقلص ببطء من ميزة فريزر-برايس الطفيفة. لم تكن سرعة إغلاق ميلر-يبو موجودة، لكن سرعة مبوما كانت موجودة، متجاوزةً أربعة من أفضل العداءات في العالم بسرعة مختلفة. تجاوزت مبوما فريزر-برايس وتوماس على بعد عشرة أمتار، متفوقةً على توماس للمرة الثالثة لتأخذ الفضية. هزمت توماس فريزر-برايس لتحصد البرونزية.

## الخلفية
كانت هذه هي المرة التاسعة عشرة التي يقام فيها الحدث، حيث ظهر في جميع دورات الألعاب الأولمبية منذ 1948.

## التأهل
A لجنة أولمبية وطنية (NOC) يمكنها إدخال ما يصل إلى 3 رياضيات مؤهلات في سباق 200 متر سيدات إذا استوفت جميع الرياضيات المعيار المؤهل أو تأهلن عن طريق التصنيف خلال فترة التأهيل. (لقد تم وضع حد 3 منذ مؤتمر الألعاب الأولمبية 1930). المعيار المؤهل هو 22.80 ثانية. تم "تحديد هذا المعيار لغرض وحيد هو تأهيل الرياضيات ذوات الأداء الاستثنائي اللواتي لا يستطعن التأهل عبر طريق تصنيفات الاتحاد الدولي لألعاب القوى العالمية." سيتم بعد ذلك استخدام التصنيفات العالمية، بناءً على متوسط أفضل خمسة نتائج للرياضية خلال فترة التأهيل وموزونًا بأهمية اللقاء، لتأهيل الرياضيات حتى يصل العدد المحدد إلى 56.
كانت فترة التأهل في الأصل من 1 مايو 2019 إلى 29 يونيو 2020. ولكن بسبب جائحة فيروس كورونا، تم تعليق الفترة من 6 أبريل 2020 إلى 30 نوفمبر 2020، مع تمديد تاريخ الانتهاء إلى 29 يونيو 2021. كما تم تغيير تاريخ بدء فترة تصنيف العالم من 1 مايو 2019 إلى 30 يونيو 2020؛ حيث ظل الرياضيون الذين استوفوا معيار التأهل خلال تلك الفترة مؤهلين، لكن أولئك الذين يعتمدون على تصنيف العالم لم يتمكنوا من احتساب الأداء خلال ذلك الوقت.
يمكن تحقيق معايير التأهل الزمنية في مختلف البطولات التي تُقام خلال الفترة المحددة وتحظى بموافقة الاتحاد الدولي لألعاب القوى (IAAF). كانت كل من البطولات الداخلية والخارجية مؤهلة للتأهل. كما يمكن احتساب أحدث بطولات المنطقة ضمن التصنيف، حتى لو لم تكن خلال فترة التأهل.
يمكن للجان الأولمبية الوطنية أيضًا استخدام مكانها العالمي - يمكن لكل لجنة أولمبية وطنية إدخال رياضية واحدة بغض النظر عن الوقت إذا لم يكن لديها أي رياضيات يلبين المعايير الزمنية لدخول فعالية ألعاب القوى - في سباق 200 متر.

## صيغة المنافسة
استمرت الفعالية في استخدام صيغة الجولات الثلاث التي تم تقديمها في 2012.

## الأرقام القياسية
قبل هذه المنافسة، كانت الأرقام القياسية العالمية والمنطقة القائمة كما يلي.
| الرقم القياسي العالمي  | فلورنس غريفيث جوينر (USA) | 21.34 s | سيول، كوريا الجنوبية              | 29 سبتمبر 1988 |
| الرقم القياسي الأولمبي | فلورنس غريفيث جوينر (USA) | 21.34 s | سيول، كوريا الجنوبية              | 29 سبتمبر 1988 |
| أفضل رقم في الموسم     | غابرييل توماس (USA)       | 21.61 s | يوجين (أوريغون)، الولايات المتحدة | 26 يونيو 2021  |

| المنطقة                                     | الوقت (ث) | الرياح | اللاعب                  | الدولة           |
| ------------------------------------------- | --------- | ------ | ----------------------- | ---------------- |
| أفريقيا (records)                           | 22.04     | +0.5   | بليسينغ أوكاغباري       | نيجيريا          |
| آسيا (records)                              | 22.01     | +0.0   | لي زويميي               | الصين            |
| أوروبا (records)                            | 21.63     | +0.3   | دافني شيبرز             | هولندا           |
| أمريكا الشمالية والوسطى والكاريبي (records) | 21.34 WR  | +1.3   | فلورنس غريفيث جوينر     | الولايات المتحدة |
| أوقيانوسيا (records)                        | 22.23     | +0.8   | ميليندا غينسفورد-تايلور | أستراليا         |
| أمريكا الجنوبية (records)                   | 22.48     | +1.0   | آنا كلاوديا ليموس       | البرازيل         |

تم تسجيل الأرقام الوطنية التالية خلال المنافسة:
| البلد   | العداءة           | الجولة      | الوقت | ملاحظات   |
| ------- | ----------------- | ----------- | ----- | --------- |
| ناميبيا | بياتريس ماسيلينجي | الجولة 1    | 22.63 |           |
| ناميبيا | كريستين مبوما     | الجولة 1    | 22.11 |           |
| ناميبيا | كريستين مبوما     | نصف النهائي | 21.97 | WU20R، AR |
| ناميبيا | كريستين مبوما     | النهائي     | 21.81 | WU20R، AR |
| سويسرا  | موجينجا كامبوندجي | الجولة 1    | 22.26 |           |
| سويسرا  | موجينجا كامبوندجي | نصف النهائي | 22.26 |           |
| النيجر  | أميناتوا سيني     | نصف النهائي | 22.54 |           |
| جامايكا | إلين ثومبسون      | النهائي     | 21.53 |           |

## الجدول الزمني
جميع الأوقات هي توقيت اليابان (UTC+9)
سباق 200 متر للسيدات أقيم على مدار يومين متتاليين.
| التاريخ                | الوقت      | الجولة               |
| ---------------------- | ---------- | -------------------- |
| الاثنين، 2 أغسطس 2021  | 9:00 19:00 | الجولة 1 نصف النهائي |
| الثلاثاء، 3 أغسطس 2021 | 19:00      | النهائي              |

## النتائج

### الجولة 1
قاعدة التأهل: يتأهل الثلاثة الأوائل من كل جولة (Q) بالإضافة إلى الثلاثة الأسرع التاليين (q) إلى الدور نصف النهائي.

#### التصفيات 1
| المركز | الحارة | العداءة               | البلد       | التفاعل        | الزمن | ملاحظات |
| ------ | ------ | --------------------- | ----------- | -------------- | ----- | ------- |
| 1      | 6      | ماري-جوزيه تا لو      | ساحل العاج  | 0.170          | 22.30 | Q       |
| 2      | 3      | شوني ميلر             | جزر البهاما | 0.137          | 22.40 | Q       |
| 3      | 8      | نزوبتشي جريس نووكوتشا | نيجيريا     | 0.156          | 22.47 | Q، PB   |
| 4      | 4      | غلوريا هووبر          | إيطاليا     | 0.191          | 23.16 | q، SB   |
| 5      | 2      | آنا أزيفيدو           | البرازيل    | 0.192          | 23.20 | SB      |
| 6      | 5      | أولغا سافرونوفا       | كازاخستان   | 0.162          | 23.64 |         |
|        |        |                       |             | Wind: +0.3 m/s |       |         |

#### السباق 2
| المركز | الحارة | العداءة                      | البلد        | التفاعل          | الزمن | ملاحظات |
| ------ | ------ | ---------------------------- | ------------ | ---------------- | ----- | ------- |
| 1      | 6      | شيلي آن فريزر                | جامايكا      | 0.140            | 22.22 | Q       |
| 2      | 3      | بياتريس ماسيلينجي            | ناميبيا      | 0.185            | 22.63 | Q، NR   |
| 3      | 2      | دافني شيبرز                  | هولندا       | 0.151            | 23.13 | Q       |
| 4      | 8      | ليزا-ماري كوايي              | ألمانيا      | 0.169            | 23.14 | q       |
| 5      | 7      | رافائيلا سبانوداكي-هاتسيريغا | اليونان      | 0.131            | 23.16 | q       |
| 6      | 4      | لوسيا موريس                  | جنوب السودان | 0.149            | 25.24 |         |
| 7      | 5      | نجمة بروين                   | باكستان      | 0.173            | 28.12 | SB      |
|        |        |                              |              | الرياح: +0.4 م/ث |       |         |

#### السباق 3
| المركز | الحارة | العداءة           | البلد            | التفاعل          | الزمن | ملاحظات |
| ------ | ------ | ----------------- | ---------------- | ---------------- | ----- | ------- |
| 1      | 8      | موجينجا كامبوندجي | سويسرا           | 0.129            | 22.26 | Q، =NR  |
| 2      | 5      | انافيا باتل       | الولايات المتحدة | 0.129            | 22.54 | Q       |
| 3      | 4      | جيميما جوزيف      | فرنسا            | 0.153            | 22.94 | Q       |
| 4      | 7      | جائيل بيستوي      | إسبانيا          | 0.171            | 23.19 | PB      |
| 5      | 6      | إينا إفتيموفا     | بلغاريا          | 0.141            | 23.42 |         |
|        |        |                   |                  | الرياح: -0.2 م/ث |       |         |

#### السباق 4
| المركز | الحارة | العداءة               | البلد            | التفاعل          | الزمن | ملاحظات      |
| ------ | ------ | --------------------- | ---------------- | ---------------- | ----- | ------------ |
| 1      | 3      | كريستين مبوما         | ناميبيا          | 0.275            | 22.11 | Q، WU20R، NR |
| 2      | 2      | غابرييل توماس         | الولايات المتحدة | 0.172            | 22.20 | Q            |
| 3      | 5      | أميناتوسيني           | النيجر           | 0.144            | 22.72 | Q، SB        |
| 4      | 8      | رودا نجوبفو           | زامبيا           | 0.145            | 23.33 |              |
| 5      | 6      | جيسيكا-بيانكا فيسولي  | ألمانيا          | 0.176            | 23.41 |              |
| 6      | 4      | فيتوريا كريستينا روزا | البرازيل         | 0.187            | 23.59 |              |
| 7      | 7      | دوتي تشاند            | الهند            | 0.140            | 23.85 | SB           |
|        |        |                       |                  | الرياح: +0.7 م/ث |       |              |

#### السباق 5
| المركز | الحارة | العداءة         | البلد       | التفاعل          | الزمن          | ملاحظات |
| ------ | ------ | --------------- | ----------- | ---------------- | -------------- | ------- |
| 1      | 4      | أنتونيك ستراكان | جزر البهاما | 0.155            | 22.76          | Q، =SB  |
| 2      | 6      | لورين بازولو    | البرتغال    | 0.130            | 23.21          | Q       |
| 3      | 7      | داليا كداري     | إيطاليا     | 0.144            | 23.26 (23.251) | Q       |
| 4      | 2      | شيريكا جاكسون   | جامايكا     | 0.167            | 23.26 (23.255) |         |
| 5      | 3      | إيفيت لالوفا    | بلغاريا     | 0.158            | 23.39          | SB      |
| 6      | 5      | شانتي بيريرا    | سنغافورة    | 0.164            | 23.96          | SB      |
|        |        |                 |             | الرياح: -0.3 م/ث |                |         |

#### السباق 6
| المركز | الحارة | العداءة          | البلد           | التفاعل          | الزمن | ملاحظات |
| ------ | ------ | ---------------- | --------------- | ---------------- | ----- | ------- |
| 1      | 6      | كريستال إيمانويل | كندا            | 0.157            | 22.74 | Q، SB   |
| 2      | 8      | بيث دوبين        | بريطانيا العظمى | 0.136            | 22.78 | Q، =SB  |
| 3      | 5      | إلين ثومبسون     | جامايكا         | 0.165            | 22.86 | Q       |
| 4      | 4      | إيمكه فيرفيت     | بلجيكا          | 0.138            | 23.05 | q، PB   |
| 5      | 7      | فيل هيلي         | جزيرة أيرلندا   | 0.140            | 23.21 | SB      |
|        |        |                  |                 | الرياح: +0.4 م/ث |       |         |

#### السباق 7
| الترتيب | الممر | اللاعب              | الدولة           | رد الفعل         | الزمن | ملاحظات |
| ------- | ----- | ------------------- | ---------------- | ---------------- | ----- | ------- |
| 1       | 2     | جينا برانديني       | الولايات المتحدة | 0.163            | 22.56 | Q       |
| 2       | 6     | جينا باس            | غامبيا           | 0.158            | 22.74 | Q       |
| 3       | 7     | رايلي داي           | أستراليا         | 0.155            | 22.94 | Q       |
| 4       | 5     | مايا ميهالينك زيدار | سلوفينيا         | 0.145            | 23.62 | SB      |
| 5       | 4     | كريستينا نوت        | الفلبين          | 0.133            | 23.80 |         |
|         | 8     | ياميلي سامويل       | هولندا           |                  |       | DNS     |
|         |       |                     |                  | الرياح: +0.9 م/ث |       |         |

### نصف النهائي
قاعدة التأهل: الأولان من كل جولة (Q) بالإضافة إلى أسرع زمنين (q) يتأهلان.

#### نصف النهائي 1
| المركز | الحارة | العداءة           | البلد            | التفاعل          | الزمن          | ملاحظات |
| ------ | ------ | ----------------- | ---------------- | ---------------- | -------------- | ------- |
| 1      | 6      | شيلي آن فريزر     | جامايكا          | 0.143            | 22.13          | Q       |
| 2      | 4      | بياتريس ماسيلينجي | ناميبيا          | 0.181            | 22.40          | Q، PB   |
| 3      | 5      | أنتونيك ستراكان   | جزر البهاما      | 0.153            | 22.56 (22.551) | SB      |
| 4      | 9      | رايلي داي         | أستراليا         | 0.147            | 22.56 (22.557) | PB      |
| 5      | 7      | جينا برانديني     | الولايات المتحدة | 0.142            | 22.57          |         |
| 6      | 2      | دافني شيبرز       | هولندا           | 0.151            | 23.03          |         |
| 7      | 8      | لورين بازولو      | البرتغال         | 0.138            | 23.20          |         |
| 8      | 3      | ليزا ماري كوايي   | ألمانيا          | 0.169            | 23.42          |         |
|        |        |                   |                  | الرياح: +0.3 م/ث |                |         |

#### نصف النهائي 2
| المركز | الحارة | العداءة                    | البلد            | التفاعل        | الزمن | ملاحظات      |
| ------ | ------ | -------------------------- | ---------------- | -------------- | ----- | ------------ |
| 1      | 9      | إلين ثومبسون               | جامايكا          | 0.165          | 21.66 | Q، =PB       |
| 2      | 4      | كريستين مبوما              | ناميبيا          | 0.212          | 21.97 | Q، WU20R، AR |
| 3      | 6      | غابرييل توماس              | الولايات المتحدة | 0.156          | 22.01 | q            |
| 4      | 5      | جينا باس                   | غامبيا           | 0.144          | 22.67 |              |
| 5      | 8      | بيث دوبين                  | بريطانيا العظمى  | 0.145          | 22.85 |              |
| 6      | 7      | كريستال إيمانويل           | كندا             | 0.166          | 23.05 |              |
| 7      | 2      | جيميما جوزيف               | فرنسا            | 0.168          | 23.19 |              |
| 8      | 1      | غلوريا هووبر               | إيطاليا          | 0.197          | 23.28 |              |
| 9      | 3      | رافيلا سبانوداكي-هاتزيريغا | اليونان          | 0.117          | 23.38 |              |
|        |        |                            |                  | Wind: +0.3 m/s |       |              |

#### نصف النهائي 3
| المركز | الحارة | العداءة               | البلد            | التفاعل          | الزمن | ملاحظات |
| ------ | ------ | --------------------- | ---------------- | ---------------- | ----- | ------- |
| 1      | 6      | ماري-جوزيه تا لو      | ساحل العاج       | 0.178            | 22.11 | Q، SB   |
| 2      | 5      | شوني ميلر             | جزر البهاما      | 0.154            | 22.14 | Q       |
| 3      | 7      | موجينجا كامبوندجي     | سويسرا           | 0.139            | 22.26 | q، =NR  |
| 4      | 9      | نزوبتشي جريس نووكوتشا | نيجيريا          | 0.172            | 22.47 | =PB     |
| 5      | 8      | أميناتة سيني          | النيجر           | 0.156            | 22.54 | NR      |
| 6      | 4      | أنافيا باتل           | الولايات المتحدة | 0.167            | 23.02 |         |
| 7      | 2      | إيمكه فيرفيت          | بلجيكا           | 0.139            | 23.31 |         |
| 8      | 3      | داليا كداري           | إيطاليا          | 0.134            | 23.41 |         |
|        |        |                       |                  | الرياح: +0.1 m/s |       |         |

### النهائي
| المركز | الحارة | العداءة           | البلد            | التفاعل          | الزمن | ملاحظات   |
| ------ | ------ | ----------------- | ---------------- | ---------------- | ----- | --------- |
| الأول  | 7      | إلين ثومبسون      | جامايكا          | 0.173            | 21.53 | NR        |
| الثاني | 5      | كريستين مبوما     | ناميبيا          | 0.169            | 21.81 | WU20R، AR |
| الثالث | 3      | غابرييل توماس     | الولايات المتحدة | 0.159            | 21.87 |           |
| 4      | 4      | شيلي آن فريزر     | جامايكا          | 0.141            | 21.94 |           |
| 5      | 6      | ماري جوزي تا لو   | ساحل العاج       | 0.150            | 22.27 |           |
| 6      | 8      | بياتريس ماسيلينجي | ناميبيا          | 0.166            | 22.28 | PB        |
| 7      | 2      | موجينجا كامبوندجي | سويسرا           | 0.147            | 22.30 |           |
| 8      | 9      | شوني ميلر         | جزر البهاما      | 0.145            | 24.00 |           |
|        |        |                   |                  | الرياح: +0.8 م/ث |       |           |